# Catéchisme révolutionnaire
Ne doit pas être confondu avec Catéchisme du révolutionnaire.
Le Catéchisme révolutionnaire est un programme révolutionnaire écrit, en mars 1866, par l'anarchiste Michel Bakounine.
L'auteur y affirme que « La liberté de chaque individu majeur, homme et femme doit être absolue et complète, liberté d’aller et de venir, de professer hautement toutes les opinions possibles, d’être fainéant ou actif, immoral ou moral, de disposer en un mot de sa propre personne et de son bien à sa guise, sans en rendre compte à personne ; liberté de vivre, soit honnêtement par son propre travail, soit en exploitant honteusement la charité ou la confiance privée, pourvu que cette charité et cette confiance soient volontaires et ne lui soient prodiguées que par des individus majeurs. »

## Circonstances de rédaction
Le manuscrit du Catéchisme révolutionnaire qui a servi de base à ses différentes éditions a été dicté par Bakounine à la princesse Zoé Obolenskaïa, chez qui le révolutionnaire russe séjourna en 1866. Il était conçu comme la partie programmatique d'une « Société internationale révolutionnaire », que le révolutionnaire russe avait par ailleurs dotée de principes d'organisation (dictés au révolutionnaire polonais Valérien Mroczkowski).

## Contenu
Le Catéchisme révolutionnaire est le premier grand programme politique et social de Bakounine. Après un préambule général contenant les principes de la philosophie bakouninienne de la liberté, il se compose de deux parties décrivant respectivement l'organisation politique et l'organisation sociale prônées par l'organisation révolutionnaire. Le manuscrit, inachevé, se termine sur une esquisse de politique révolutionnaire.

## Éditions
Le texte n'a longtemps été connu qu'à partir de la copie manuscrite qu'en avait faite l'historien Max Nettlau et qui servit de base à ses premières éditions. Plusieurs erreurs de transcription ont été corrigées dans les éditions les plus récentes, fondées sur le manuscrit original.

## Note critique
Dans son introduction à la publication du texte dans son Anthologie de l'anarchisme (1970), Daniel Guérin remarque qu'« Il y a dans les pages qui suivent une contradiction, au moins apparente. Tantôt Bakounine se prononce catégoriquement pour la « destruction des États » : L'État, dit-il, doit être radicalement démoli», etc., tantôt il réintroduit le mot « État » dans son argumentation. Il le définit cette fois comme « l'unité centrale du pays », comme un organe fédératif. Et il n'en continue pas moins à vitupérer « l'État tutélaire, transcendant, centralisé », à dénoncer « la pression despotiquement centralisatrice de l'État ». Il y a donc État et État. »